# JDA Dijon
Jeanne d'Arc Dijon Bourgogne je košarkaški klub iz francuskog grada Dijona.

## Uspjesi
FIBA Eurokup Challenge
- Finalist: 2004.

Francuski kup
- Pobjednik: 2006.

Semaine des As
- Pobjednik: 2004.

Liga kup Francuske
- Pobjednik: 1993.

Superkup Francuske
- Pobjednik: 2006.

## Legende
- Yakhouba Diawara
- Paccelis Morlende
- Laurent Sciarra